# Яворовець (струмок)
Яворовець — струмок в Україні, у Міжгірському районі Закарпатської області, лівий доплив Озерянки (басейн Дунаю).

## Опис
Довжина струмка приблизно 6 км. Формується з лівої притоки річки Дідова, струмка Вовчого та багатьох безіменних струмків.

## Розташування
Бере початок на північно-західному схилі гірської вершини Ясновець. Тече переважно на північний захід через урочище Іванціва і впадає у річку Озерянку, ліву притоку Тереблі.
Річка тече повністю в межах Національного природного парку «Синевир».